# Chaetopelma
Genre
Synonymes
- Cratorrhagus Simon, 1891

Chaetopelma est un genre d'araignées mygalomorphes de la famille des Theraphosidae.

## Distribution
Les espèces de ce genre se rencontrent dans le Nord de l'Afrique, en Asie de l'Ouest, en Grèce et à Chypre.

## Liste des espèces
Selon World Spider Catalog (version 24.5, 07/09/2023) :
- Chaetopelma altugkadirorum Gallon, Gabriel & Tansley, 2012
- Chaetopelma concolor (Simon, 1873)
- Chaetopelma karlamani Vollmer, 1997
- Chaetopelma lymberakisi Chatzaki & Komnenov, 2019
- Chaetopelma olivaceum (C. L. Koch, 1841)
- Chaetopelma persianum Zamani & West, 2023
- Chaetopelma turkesi Topçu & Demircan, 2014
- Chaetopelma webborum Smith, 1990

## Systématique et taxinomie
Ce genre a été décrit par Ausserer en 1871 comme un sous-genre d'Ischnocolus.
Cratorrhagus a été placé en synonymie par Guadanucci et Gallon en 2008.

## Publication originale
- Ausserer, 1871 : « Beiträge zur Kenntniss der Arachniden-Familie der Territelariae Thorell (Mygalidae Autor). » Verhandllungen der Kaiserlich-Kongiglichen Zoologish-Botanischen Gesellschaft in Wien, vol. 21, p. 117-224 (texte intégral).